# Рикки-Тикки-Тави
«Ри́кки-Ти́кки-Та́ви» (англ. Rikki-Tikki-Tavi) — рассказ из «Книги джунглей» Редьярда Киплинга, а также имя главного героя этого рассказа.

## Создание
История мангуста и змеи, ставшая основой этого рассказа Киплинга, взята из 5 книги «Панчатантры». В письме к американскому писателю Эдварду Хейлу Киплинг писал:
Мысль о сказках про животных мне кажется новой, пусть древней и забытой идеей. По-настоящему увлекательные истории те, в которых Бодхисат рассказывает о своих предыдущих воплощениях, заканчивающихся всегда красивой моралью. Большинство местных охотников в Индии сегодня думают в значительной степени согласно животным, и я открыто «содрал» их рассказы.

## Сюжет
Рикки-Тикки-Тави — молодой мангуст, главный герой рассказа. Во время наводнения его уносит от родителей сильнейшим потоком воды. Очнувшись, он оказывается в саду дома, где живёт семья белых британских колонистов. Защитив их сына Тедди от ядовитой змейки Караит (ленточный крайт), Рикки-Тикки-Тави сразу же становится их другом. Он исследует дом и сад, знакомится с их обитателями: мускусной крысой Чучундрой (в действительности это не «мускусная крыса», то есть ондатра, а гигантская белозубка), птицей-портным Дарси и его женой, — и сталкивается с кобрами Нагом и Нагайной.
Рикки-Тикки-Тави выясняет, что кобры хотят убить живущих в доме людей. Он вступает в поединок сначала с Нагом, затем берёт яйца Нагайны и начинает их верхушки надкусывать, потом 1 яйцо забирает с собой и таким образом спасает семью Большого Человека, а потом уже убивает Нагайну.

## Герои рассказа
- Рикки-Тикки-Тави — мангуст, индийский серый мунго (Urva edwardsii), главный герой.
- Наг и Нагайна — индийские кобры (Naja naja).
- Мальчик Тедди и его родители (мать, Элис, и неназванный отец) — семья англичан, живущих в Индии.
- Чучундра  — «мускусная крыса» (англ. musk-rat), в действительности — гигантская белозубка (Suncus murinus). Чучундра боится кобр Нага и Нагайны и помогает Рикки-Тикки-Тави в борьбе с ними.
- Дарзи — «птичка-портной», краснолобая портниха (Orthotomus sutorius), восхвалявший Рикки-Тикки в своих песнях.
- Жена Дарзи — супруга птички Дарзи, помогающая Рикки в борьбе с Нагайной.
- Чуа — местная крыса, упоминаемая Чучундрой.
- Карайт — маленькая ядовитая змея (ленточный крайт, Bungarus fasciatus).

- Индийский серый мунго
- Индийская кобра
- Гигантская белозубка
- Краснолобая портниха
- Ленточный крайт

## В культуре
- Упоминается в песне «Спонтанное самовозгорание», Oxxxymiron.
- «Рикки-Тикки-Тави» — песня из фильма «Куда он денется!» (музыка М. Дунаевского, слова Л. Дербенёва, исполняет Оля Рождественская).
- «Рикки-Тикки-Тави» — песня группы «Сплин» из альбома «25-й кадр».
- Упоминается в песне группы S.P.O.R.T. «Весёлые каникулы».
- «Riki Tiki Tavi» — песня Donovan
- «Genocide» — песня Lil Darkie, разделенная на несколько частей. Персонаж упоминается в четвёртой
- Имя «Rikki Tikki Tavi» имел бомбардировщик B-17 с бортовым номером 42-30359, сбитый в 12 милях к югу от немецкого города Бремена в 1943 году, и прославившийся историей своего бортового стрелка Юджина Морана, который выжил после падения без парашюта с высоты в несколько километров[5].

### Экранизации
- «Рикки-Тикки-Тави» — советский мультфильм 1965 года[6] режиссёра Александры Снежко-Блоцкой.
- «Рикки-Тикки-Тави» — совместный советско-индийский фильм 1975 года постановки Александра Згуриди.
- «Рикки-Тикки-Тави» — американский мультфильм 1975 года режиссёра Чака Джонса.

### Инсценировки
В 1970 году Всесоюзная студия грамзаписи «Мелодия» выпустила грампластинку с 40-минутным спектаклем «Рикки-Тикки-Тави»:
- перевод К. Чуковского, текст песен М. Ваксмахера
- инсценировка О. Герасимова
- музыка Г. Савельева
- исполняют В. Степанов, В. Шиловский, А. Горюнова, Н. Герасимова, М. Зимин, В. Петров, И. Ефремова, В. Беляков, Г. Шостко, Г. Ромодина, инструментальный ансамбль под управлением А. Корнеева.

Позже фирма «Мелодия» переиздала спектакль «Рикки-Тикки-Тави» в составе сборников произведений Р. Киплинга на компакт-дисках.
С 1994 года на сцене Театра оперы и балета Санкт-Петербургской Консерватории идёт опера для детей Ирины Ельчевой «Рикки-Тикки-Тави»:
- режиссёр-постановщик Г. Н. Жяльвис;
- дирижёр-постановщик Е. Ф. Казановский;
- Рикки-Тикки-Тави — Валерия Каленик;
- Наг — з.а. Анатолий Буянов;
- Нагайна — Ирина Долицкая;
- Большой Человек (папа) — Вячеслав Утехин;
- мама — Елена Решетникова;
- Тедди — Светлана Чуклинова;
- Карайт — Алексей Афанасьев;
- Дарзи — Валерия Байер.

2007 — н. в. Спектакль Московского Ведогонь-театра (Зеленоград).
- Пьеса и постановка Андрея Горбунова.
- Художник — Ирина Уколова.
- Режиссёр пластических сцен — Владимир Малюгин.
- Рикки-Тикки-Тави — Вячеслав Семеин.
- Отец-Мангуст и Наг — Алексей Ермаков.
- Нагайна — Анастасия Хуснутдинова.
- Элли — Зоя Даниловская и Марина Бутова.
- Крыса Чучундра — Ольга Львова.
- Крыса Чуя — Марина Бутова и Наталия Третьяк.

В 2017 — на сцене Театра эстрады имени А. И. Райкина поставлен спектакль «Рикки-Тикки-Тави», режиссёр Илья Архипов.
В 2021 году спектакль «Великая война Рикки-Тикки-Тави» поставлен в Новгородском театре для детей и молодежи «Малый», режиссер Надежда Алексеева.